# Thelocactus macdowellii
Thelocactus macdowellii ist eine Pflanzenart aus der Gattung Thelocactus in der Familie der Kakteengewächse (Cactaceae). Das Artepitheton macdowellii ehrt den mexikanischen Gärtner und Pflanzensammler José Alberto McDowell.

## Beschreibung
Thelocactus macdowellii ist breitkugelig nur 4 bis 10 Zentimeter hoch und 4 bis 12 Zentimeter breit mit einem gelbfilzigen Scheitel. Die zuweilen mehr als 30 Rippen sind in 5 bis 7 Millimeter hohe, kegelige am Grunde rhombische Warzen geteilt. Die anfänglich reichwolligen Areolen haben auf der Spitze etwa 15 bis 25 nadelförmige Randdornen mit einer Länge von 1,5 bis 2 Zentimeter. Die 3 bis 4 Mitteldornen sind alle 3 bis 5 Zentimeter lang und strohgelb.
Die Blüten sind 4 bis 8 Zentimeter breit, trichterförmig und bis zu 4 Zentimeter lang. Die Farbe der Blüten variiert zwischen rosenrot bis magenta. Die Fruchtknoten sind kahl und haben breite Schuppen.

## Verbreitung, Systematik und Gefährdung
Thelocactus macdowellii ist in den mexikanischen Bundesstaaten Coahuila, Nuevo León und in der Chihuahua-Wüste auf einem sehr begrenzten Gebiet in 1500 Metern Höhe endemisch.
Die Erstbeschreibung als Echinocactus macdowellii erfolgte 1894 durch Leopold Quehl. William Taylor Marshall stellte die Art 1947 in die Gattung Thelocactus. Weitere nomenklatorische Synonyme sind Echinomastus macdowellii (Rebut ex Orcutt) Britton & Rose (1922), Thelocactus macdowellii (Rebut ex Quehl) Glass (1969), Neolloydia macdowellii (Rebut ex Quehl) H.E.Moore (1975) und Thelocactus conothelos var. macdowellii (Rebut ex Quehl) Glass & R.A.Foster (1977).
In der Roten Liste gefährdeter Arten der IUCN wird die Art als „Near Threatened (NT)“, d. h. als gering gefährdet geführt.

## Nachweise